# Chiesa di Santa Maria a Quarto
La chiesa di Santa Maria a Quarto si trova nel comune di Bagno a Ripoli ed è parte del vicariato di Antella e di Ripoli.
Prende il nome dal quarto miglio romano dal decumano di Firenze posto lungo la via Cassia adrianea e inaugurato nel 123 d.C. La chiesa si trova sulla collina (100 m s.l.m.) antistante la piana di Bagno a Ripoli e dal sagrato, in cotto fiorentino, è possibile osservare il panorama di tutta la pianura fiorentina in direzione ovest.

## Storia

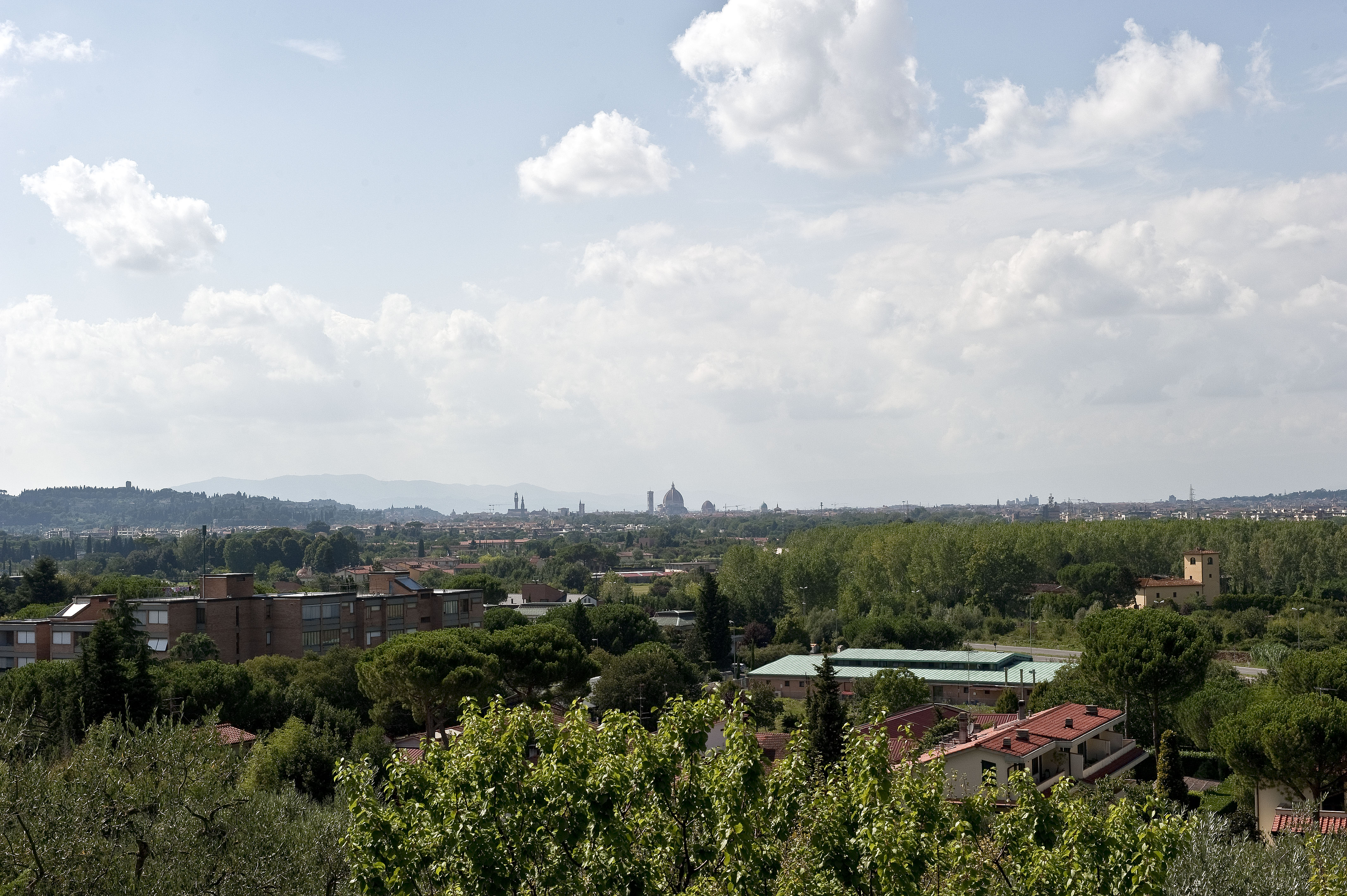
Il Panorama dal sagrato

Il periodo di costruzione dell'edificio non è databile con precisione ma ci sono ipotesi fondate che il luogo di culto fosse presente già nel XII secolo. Il più vecchio documento noto dove è citata la chiesa appartiene ai codici dell Compagnia d'Orsammichele e risale al 1224.
Nel XIII secolo la chiesa aveva una situazione economica difficile: nel 1260 il suo rettore Ben Compagni si impegnò a versare solo 2 staia di grano per il mantenimento dell'esercito fiorentino mentre tra il 1276 e il 1303 venne chiamata a pagare solo 3 lire annue per la decima. Nel secolo successivo, anche a causa dei lavori di trasformazione della chiesa, la situazione economica continuò a essere pessima e si arrivò al 1393 quando, in occasione di una visita apostolica, la chiesa venne trovata provvista di soli di due altari ci cui uno consacrato mentre l'altro non aveva una dote; inoltre il popolo venne definito societas pauperrima.
Negli anni seguenti la chiesa andò in rovina ma nel 1432 la relazione di una nuova vista pastorale la descrive in restauro; dal 1566 al 1789 il patronato spettò ai parrocchiani e in questo lasso di tempo la scarsella fu affrescata e nel 1721 Monsignor Giuseppe Maria Martelli, vescovo di Firenze, la elevò a prioria.

Per arrivare all'aspetto attuale la chiesa ha subito numerosi interventi. Nel 1828 venne costruito il nuovo campanile e nel 1845 a opera di Don Buti, come riportato nella lapide a lui dedicata all'interno della stessa chiesa, furono fatti lavori ingenti. Al solito periodo risale l'innalzamento del tetto nella versione attuale. Il 18 maggio 1895 la chiesa fu danneggiata dal terremoto:
Nei restauri fatti dopo il sisma fu deciso di lasciare la facciata intonacata ma nel decennio tra il 1930 e il 1940 la chiesa è stata completamente riprogettata e restaurata e gli interni hanno assunto, grazie al progetto di Giuseppe Castellucci, l'attuale aspetto neogotico. A questa data risale l'apertura di quattro finestre monofore e la costruzione di due altari in pietra serena che sono stati rimossi solo di recente. Un nuovo restauro è stato effettuato nel 1983.

## Descrizione

### Esterno
L'attuale edificio è stato costruito sui muri perimetrali, in pietra alberese, della precedente costruzione.
La chiesa si presenta con un portico a tre arcate intervallati da due colonne portanti in pietra serena centrali e da due pilastri ai lati, dello stesso materiale, a sua volta raccordati alla parete per mezzo di due archi laterali. Nel mezzo del loggiato un portone antico apre il passaggio all'interno della chiesa stessa. L'ingresso è alto 3,15 metri per una larghezza di 1,80. Sull'architrave è presente una croce che stilisticamente potrebbe risalire al XIV secolo.
All'esterno, nella parte sinistra, un tempo si trovava un affresco della scuola fiorentina raffigurante Cristo in pietà che risaliva al XIV secolo. Di tale affresco oggi rimangono piccole tracce.

#### Il campanile

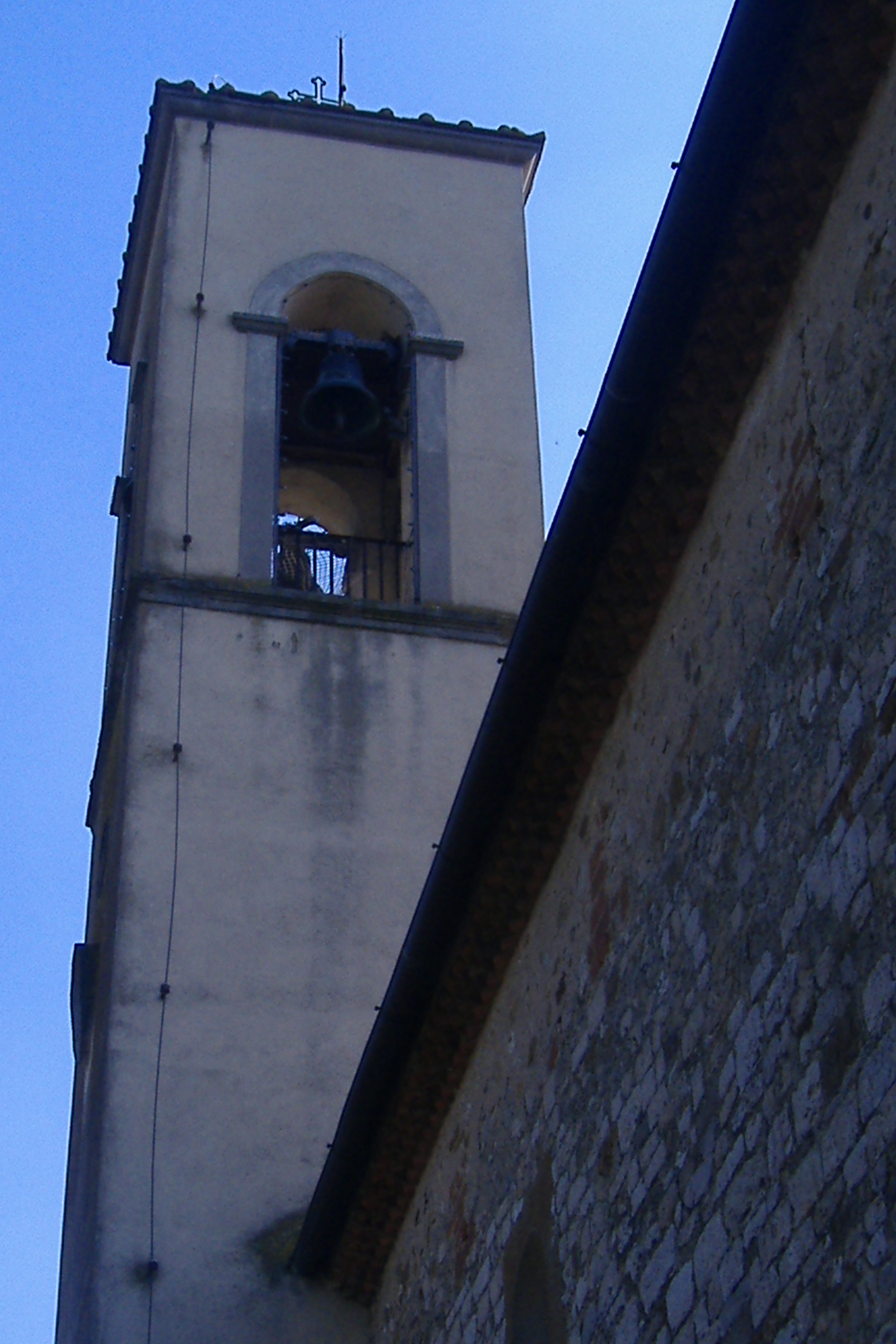
Il campanile in una foto del 2007

La costruzione della torre campanaria risale al 1828. Il progetto fu approvato dal granducato il 28 marzo del 1828 e i lavori iniziarono il mese successivo. Il comune di Bagno a Ripoli in realtà dette la concessione dei lavori solo alla fine dei lavori stessi (28 dicembre 1828). La costruzione fu effettuata da maestro muratore Luigi Gherardi ed era sostanzialmente diversa dall'attuale. In prossimità delle finestre delle campane erano presenti quattro terrazzoni leggermente sporgenti mentre la torre campanaria terminava con una cupola appuntita all'interno della quale erano aperte quattro finestre rotonde. La costruzione, alta 53 metri, al suo interno ospitava quattro campane della fonderia Moreni tre delle quali del 1819 e una successiva del 1824. Le due campane maggiori, dopo la loro rottura, furono sostituite nel 1866 da altre due, fuse dalla fonderia Rafanelli, rispettivamente consacrate e battezzate con i nomi San Giuseppe (la maggiore) e Maria Santissima Assunta in cielo (la minore). Agli anni venti risale la sostituzione di una terza campana che i bagnesi vollero dedicare ai propri caduti della prima guerra mondiale. Durante la seconda guerra mondiale il campanile fu colpito nella sua sommità il 5 agosto 1944 alle 10,30 in quanto i tedeschi, insieme alla torre di Rosai e a un secondo edificio, sempre nei pressi del centro di Bagno a Ripoli, vedevano in queste alte costruzioni un possibile punto di avvistamento. Fortunatamente i danni si limitarono alla distruzione della palla che sorreggeva la croce al di sopra della sommità del campanile stesso. Nei successivi anni il campanile subì alcuni restauri; agli anni cinquanta risalgono le attività di restauro che hanno modificato il campanile nell'aspetto attuale. Nel 1968 è stato introdotto un impianto elettrico per consentire il suono delle campane stesse evitando l'uso delle corde fino a quel tempo utilizzate.

### Interno
L'interno della chiesa oggi è intonacato ma nel coro, nella navata e nel presbitero, due o tre secoli fa, potevano essere ammirati alcuni affreschi.
Negli anni novanta, per far fronte all'aumento della popolazione e alla conseguente carenza di spazio durante la celebrazione, è stato costruito un soppalco dove i fedeli potevano prendere posto. Tale soppalco, con la costruzione della chiesa della Pentecoste, è stato notevolmente ridotto e limitato ad ospitare il solo organo.

#### L'altare maggiore
Il posizionamento della mensa segue i canoni della vecchia liturgia quando il celebrante aveva le spalle rivolte ai fedeli. L'architetto Giuseppe Castellucci costruì l'altare in pietra serena all'interno dei restauri commissionati nel 1930 dal principe Piero Ginori Conti.

#### I dipinti
Nel 1930 fu posto dietro la mensa un trittico raffigurante, al centro, la Madonna del latte di Bicci di Lorenzo con due angeli. L'opera, una tempera a fondo oro del primo Quattrocento, presenta ai lati San Bartolomeo e San Lorenzo, opera della bottega di Bernardo Daddi e risalenti al secolo precedente. L'opera arrivò dalla Basilica di Santa Maria del Carmine (Firenze) nel 1932, ma non è più presente in chiesa. Nel presbiterio è oggi invece un'opera del probabile figlio del suddetto pittore fiorentino Neri di Bicci, un'Annunciazione proveniente da Sant'Andrea a Mosciano, come si legge nell'iscrizione in basso nella tavola. Il dipinto, del 1458, è menzionato nelle Ricordanze del pittore e presenta il suo consueto linguaggio rinascimentale, declinato in chiave popolareggiante. 
Nel restauro del 1930 fu aperta, nella parete dietro all'altare, una grande finestra a forma di bifora, distruggendo, forse inconsapevolmente, un grande affresco dedicato all'Assunzione di Maria, a cui la chiesa è dedicata. Di tale affresco sono state rilevate tracce durante i restauri del 1992.
Sulla parte destra, un tempo, era possibile ammirare un'opera attribuita in un primo tempo a Ser Niccolò e successivamente a Maestro Francesco, datata 1391 e raffigurante la Madonna col Bambino e i Santi Giovanni Battista e Nicola di Bari.
A sinistra è presente la Madonna in trono col Bambino e angeli, copia dell'originale di Gentile da Fabriano che sembra trovarsi in Inghilterra. All'interno della Chiesa hanno trovato collocazione alcune opere d'arte provenienti da altre chiese e risalenti al XV secolo.

## Bibliografia

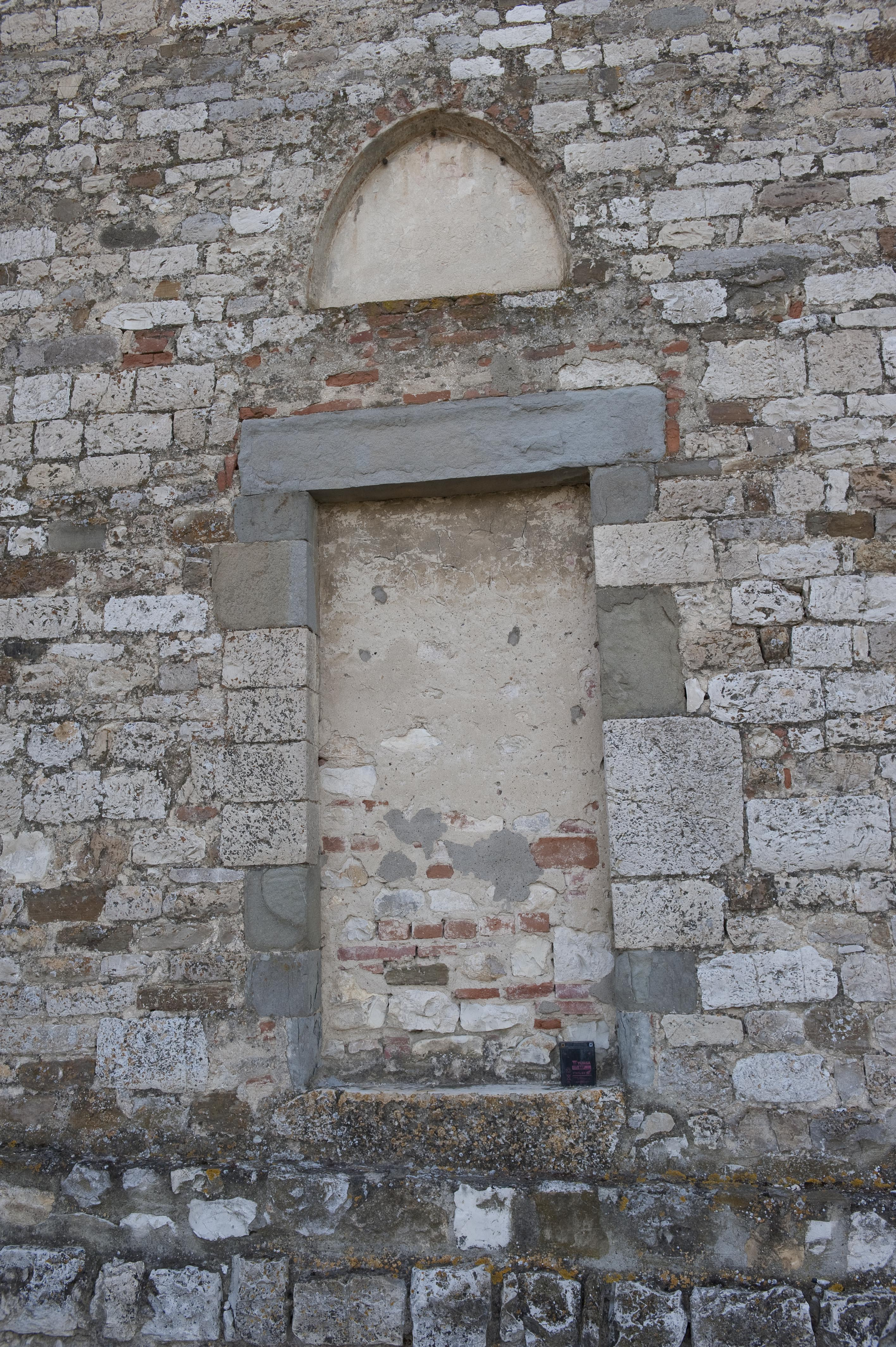
Portale laterale tamponato